# Hemichromis lifalili
Espèce
Statut de conservation UICN

LC : Préoccupation mineure
Hemichromis lifalili, le Cichlidé joyau, est une espèce de poissons d'eau douce de la famille des Cichlidae.

## Description
Hemichromis lifalili peut atteindre 8,2 à 10 centimètres de long. Il est de couleur rouge-orange avec des rangées de petits points sur le corps, la tête et les nageoires. Deux taches sombres sont présentes sur ses côtés, la première sur l'opercule, la seconde au milieu du corps, tandis qu'ils n'ont pas la tache sombre à la base de la queue présente chez Hemichromis bimaculatus.
En période de reproduction, presque tout le corps est rouge. En dehors de cette période, on distingue les mâles et les femelles par la forme de leur corps et leur couleur. Les femelles sont beaucoup plus minces et présentent un rouge plus vif. 

## Régime
Ces poissons se nourrissent principalement de vers, de crustacés, d'insectes, de petits poissons, mais aussi de matières végétales. 

## Répartition et habitat
Cette espèce est présente en République démocratique du Congo, dans le bassin inférieur et central du fleuve Congo à l'exception des régions du Shaba et du Kasaï,.
Elle préfère les cours d'eau rocheux et chauds (22 à 24 °C). Elle est absente des eaux pauvres en oxygène, dans les rapides et dans les habitats marécageux .

## Publication originale
- (en) P. V. Loiselle,« A revision of the genus Hemichromis Peters 1858 (Teleostei: Cichlidae). 1. - The Hemichromis fasciatus species group. 2. - The Hemichromis bimaculatus species group. 3. - The Hemichromis guttatus species group. 4 - The Hemichromis letournauxi species group », Annales, Musée Royal de l'Afrique Centrale, 1979, Tervuren, Série in 8o, Sciences Zoologiques, n. 228, p. 1-124.